# Lior Narkis
Lior Narkis (hebreiska: ליאור נרקיס) är en israelisk sångare. Han släppte sitt första album, Tfilat Chayay när han var 16 år. Narkis sjöng för Israel i Eurovision Song Contest 2003.